# Arctia ochraeomaculata
Arctia ochraeomaculata är en fjärilsart som beskrevs av Statt. 1934. Arctia ochraeomaculata ingår i släktet Arctia och familjen björnspinnare. Inga underarter finns listade i Catalogue of Life.